# Céline Buckens
Céline Buckens, född 9 augusti 1996 i Bryssel, är en belgisk-brittisk skådespelare.
Buckens har bland annat medverkat i TV-serierna Free Rein (2017-2019), Warrior från 2020 och The Ex-Wife från 2022. Hon har även medverkat i filmen War Horse från 2011.

## Filmografi (i urval)
- 2011: War Horse
- 2017–2019: Free Rein
- 2020: Warrior
- 2022: The Ex-Wife